# 亚当·耶日·恰尔托雷斯基
亚当·耶日·恰尔托雷斯基亲王（波蘭語：Adam Jerzy Czartoryski，1770年1月14日—1861年7月15日）是波兰、立陶宛贵族、軍人、政治人物和作家。他是亚当·卡齐米日·恰尔托雷斯基和伊莎贝拉·恰尔托雷斯基之子（虽然有传言称，他是伊莎贝拉和俄罗斯驻波兰大使尼古拉·莱普宁的私生子）。
恰尔托雷斯基在俄罗斯因其俄罗斯帝国外交部长的身份而知名，有传言称，他是亚历山大一世的皇后——巴登的露易丝的情夫。
恰尔托雷斯基曾先后担任两个国家政府的首脑，並且都發揮出重大貢獻。他是“实际上的”俄罗斯帝国大臣会议主席和反抗俄罗斯帝国的十一月起义的波兰議會王國总统。

## 生平

### 游历各国
恰尔托雷斯基生在华沙，在家里受到一些著名专家（其中大部份为法国人）的悉心教育，他在1786年出国。在哥达，恰尔托雷斯基在阅读歌德的《在陶里斯的伊菲革涅亚》时对他有所耳闻。恰尔托雷斯基也认识了高贵的约翰·戈特弗里德·赫尔德尔和“小胖克里斯托弗·马丁·维兰德”。
1789年，恰尔托雷斯基与他的母亲出访英国，出席对沃伦·哈斯汀斯的审讯。在1793年第二次出访时，在英国贵族间结识了很多熟人，并学习了英国宪法。
他在这几次出访之间的1794年俄波战争中为国参战。如果不是因为在回国的路途中，在布鲁塞尔被奥地利政府逮捕的话，他后来会在塔德乌什·柯斯丘什科的靡下服役。第三次瓜分波兰后，恰尔托雷斯基的家族庄园被没收，1795年5月，亚当和他的弟弟康斯坦丁被传唤至圣彼得堡。

### 在俄服役
后来在1795年，这兄弟俩被命令为俄罗斯服役，亚当成了骑兵军官，而康斯坦丁成为了近卫步兵。叶卡捷琳娜二世因为将年轻军官的庄园还给了他们，并在1796年初让他们成为候补绅士，而让这些人对她颇有好感。
在格妮齐娜女亲王家的球赛中，亚当便已经认识了亚历山大大公，这两位青年人一见面便对彼此有了一种强烈的“理智上的友谊”。在沙皇保罗一世即位时，恰尔托雷斯基被任命为亚历山大的助理，这时的亚历山大还是皇子。此外，恰尔托雷斯基获准重访他的波兰庄园三个月。
这时，俄罗斯宫廷的气氛是非常自由的。皮奥特尔·沃尔孔斯基和尼古拉·诺沃斯尔策夫之类的博爱主义者拥有着巨大的影响力。

## 外交
在保罗一世的统治时期内，恰尔托雷斯基都是极为受宠的，且与沙皇的关系极为亲密，沙皇在1798年任命他为驻撒丁国王查尔斯·埃曼纽尔四世宫廷的特使。在到达意大利时，恰尔托雷斯基发现查尔斯·埃曼纽尔四世是无国之君，因此他的第一份外交任务就变成了游遍意大利到那不勒斯的愉快旅行、学习意大利语、和对罗马古迹的小心考察。
1801年春，新沙皇亚历山大一世将他的朋友召回圣彼得堡。恰尔托雷斯基发现，沙皇依然处在对他父亲的被杀的自责的折磨中，而且除了与他的小圈子讨论宗教和政治外，什么也不会做。恰尔托雷斯基面对所有的抗议声，只得回应“时间还很多呢。”这时的事务大多由参议院处理；耶稣会会士皮奥特尔·瓦西里耶维奇·扎瓦多夫斯基是教育部长。

## 外交部长

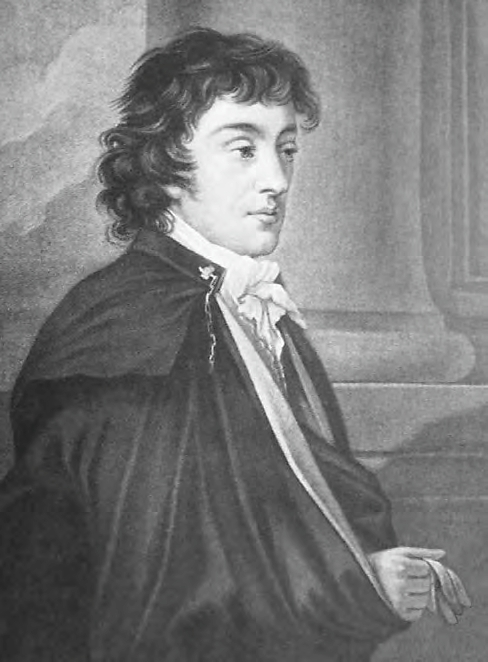
恰尔托雷斯基作为沙皇亚历山大一世的外交部长，是建立第三次反法同盟的关键人物

沙皇亚历山大一世任命恰尔托雷斯基为维尔纽斯专科学院管理者（1803年4月3日），让他能够充分利用他的进步理念。但是，恰尔托雷斯基不能充分集中注意力于教育方面，因为他从1804年起，作为外交顾问，就实际上控制了整个俄罗斯的外交。他的第一个行动就是积极反对对昂吉安公爵路易·安托万的刺杀行动（1804年3月20日），并宣布当即与法国大革命政府断绝外交关系，当时的法国大革命政府处在第一领事拿破仑·波拿巴的领导之下。
1804年6月7日，法国公使埃杜维尔伯爵加布列·马里·约瑟离开圣彼得堡；8月11日，一份由恰尔托雷斯基口述给亚历山大一世的函件被送往俄罗斯驻伦敦公使那里，劝说英国组建反法同盟。这个反法同盟的框架也是恰尔托雷斯基建立的。在1804年11月6日的大会上，俄罗斯同意出兵115000人、奥地利同意出兵235000人，以与拿破仑抗衡。
最终，1805年4月，他与乔治三世签署军事同盟协定，俄英构成军事同盟。
但是恰尔托雷斯基在任大臣时，最突出的杰作是在1805年起草的备忘录，这份备忘录除了表明年份外并未进一步标出日期，它要改变整个欧洲的政治版图：奥地利和普鲁士平分整个德意志地区。俄罗斯得到达达尼尔海峡、马尔马拉海、博斯普鲁斯海峡与君士坦丁堡、和克基拉岛。奥地利获得波斯尼亚、瓦拉几亚、和拉古萨。获得莫斯塔尔和伊奥尼亚群岛，独立建国。奥地利和普鲁士因为获得了德意志地区的领土，会同意波兰独立，波兰的领土北至但泽（格但斯克），南至维斯瓦河源头，处在俄罗斯的保护之下。在当时，这份计划能够在最大条件下确保波兰复国。但与此同时，奥地利与英格兰在补贴方面达成谅解，战争开始。

## 总理大臣
1805年，恰尔托雷斯基以总理大臣的身份，陪同亚历山大一世访问柏林和奥尔米茨（位于摩拉维亚）。他视对柏林的访问是个错误，这主要是因为他不信任普鲁士；但是亚历山大一世无视他的反对，1807年2月，恰尔托雷斯基失宠，被安德烈·布德伯格替代。
但是，虽然不再是大臣，恰尔托雷斯基在私人方面还是得到了亚历山大一世的信任，1810年，沙皇坦白对恰尔托雷斯基承认他在1805年的政策是错误的，他没能恰当地抓住时机。
同年，恰尔托雷斯基永远离开圣彼得堡；但是他与亚历山大一世的关系不再像从前那么好了。这两位朋友在1813年2月20日签署俄普联盟前，在卡利什（位于大波兰）短暂会面，恰尔托雷斯基在1814年是沙皇在巴黎的侍从中的一员，且在维也纳会议中贡献重大。

## 晚年
任何人都认为恰尔托雷斯基是对波兰议会王国的成立贡献最大的人，他设计了波兰王国宪法，并将会成为这个国家的第一任总督，但是他却满意于成为王权参议员，在政府中享有一席。
1817年，他与安娜·莎皮耶然卡结婚。这场婚姻引发了他与他的仇家路德维克·帕茨的一场决斗。
在1823年父亲去世后，恰尔托雷斯基辞官回到了他家在普瓦维的家族城堡；但在1830年，十一月起义让他重返波兰政界成为临时政府的总统。

### 十一月革命

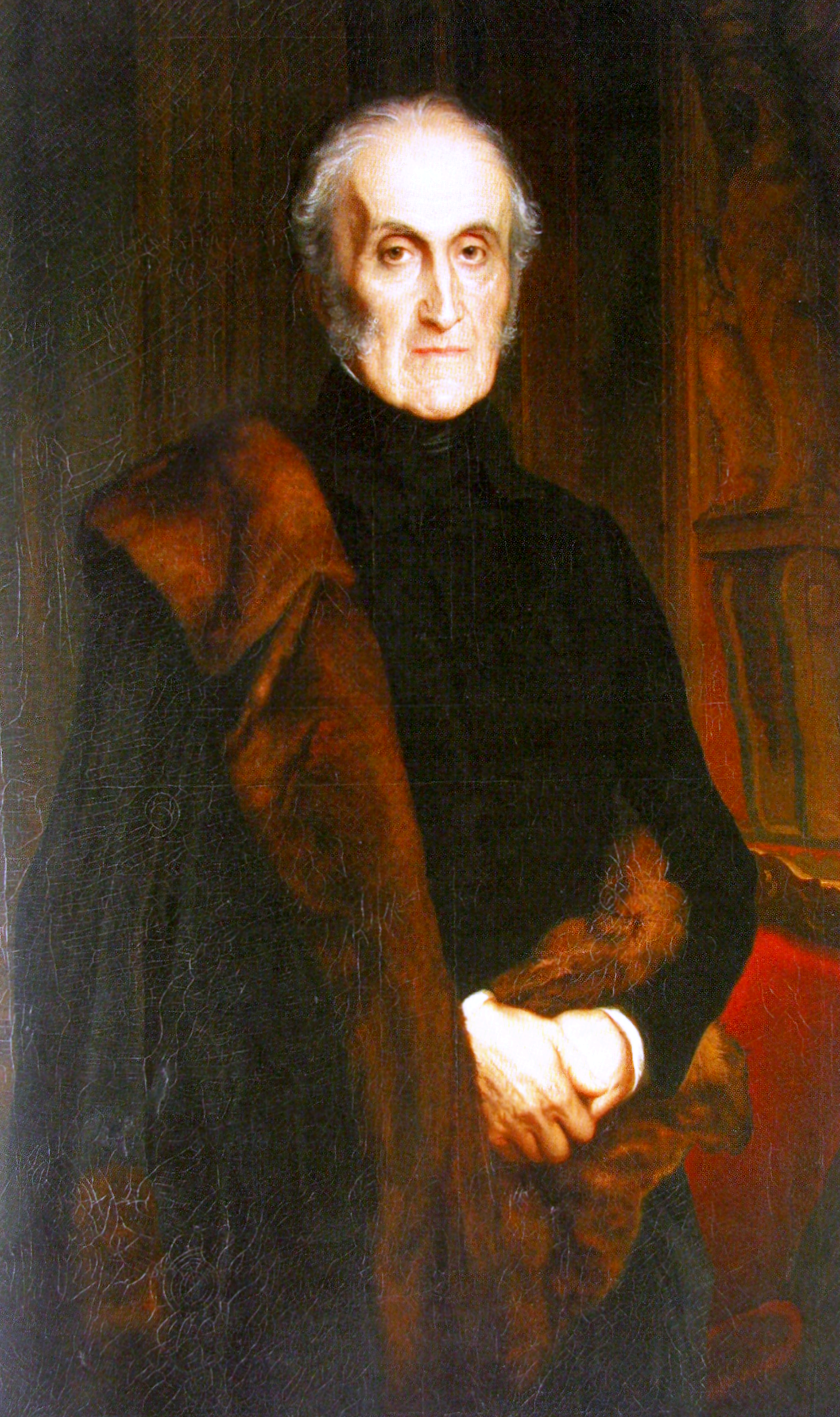
亞當·耶日·恰爾托雷斯基親王

波蘭十一月革命屬於1830年革命之一，是由恰爾托雷斯基親王作為波蘭議會王國領導者，對俄羅斯帝國進行之獨立戰爭，是沙皇亞歷山大一世駕崩後俄國國內第一場內戰。事情起因為亞歷山大駕崩後，波蘭議會王國在亞歷山大生前的自治權在沙皇尼古拉一世授權下被亞歷山大之弟、波蘭總督君士坦丁大公取消。加上恰爾托雷斯基親王與君士坦丁大公一直不和，兩人甚至在亞歷山大去世後曾經公開激烈爭吵，兩人之間一直有嫌隙，最終導致該次內戰。
1830年11月29日，波蘭議會王國瑟姆在俄軍前往鎮壓比利時革命時秘密通過決議，指責君士坦丁大公在波蘭境內實行獨裁，必須要推翻他的專制政府，解放波蘭。然而該次會議被俄方所得知，俄軍調動了三千士兵前往鎮壓。眾人請求恰爾托雷斯基領導，恰爾托雷斯基在會場跪下，高舉十字架向莫斯科方向深深一躬。振臂一呼說出了波蘭名諺：「各位！波蘭並沒有滅亡！而是在等待重生！……」恰爾托雷斯基調動準備好的兩萬波蘭起義軍攻打俄軍，俄軍因為軍服一樣無法辨認出敵軍，但波蘭的起義軍卻成功偷襲俄軍。更化整為零，分開攻佔華沙政府機關、醫院、學校，刻意製造爆炸，引誘俄軍巷戰。因為君士坦丁大公酒醉未醒，因此俄軍交由卡佩任斯基上將指揮，俄軍並未察覺恰爾托雷斯基親王率軍叛亂，所以邀請恰爾托雷斯基親王率軍幫助。恰爾托雷斯基將計就計，率領一萬軍隊進入俄軍指揮部，更脅持卡佩任斯基上將，卡佩任斯基在大罵恰爾托雷斯基造反後舉槍自盡。君士坦丁在家中被僕人叫醒，急忙從家衝出來，他下令召集軍隊，與恰爾托雷斯基決一死戰。但就在召集軍隊期間，他因為激動和宿醉，居然在馬上摔下來，不省人事，被帶往大後方搶救。恰爾托雷斯基於當天晚上攻佔華沙，俘虜三萬俄軍。波蘭軍用繳獲的武器武裝起義人民，起義軍以頭扎白色布條為標記區分，波蘭再度獨立。
恰爾托雷斯基在12月18日召集隔年（1831年）的瑟姆，并在赫洛皮茨基的独裁结束后，以138人投票、121人支持的成绩，當选为最高委员会（波兰国家政府）委员长。
1830年12月27日，尼古拉一世下令討逆，召集軍隊為兄長亞歷山大報仇：理由是恰爾托雷斯基背叛俄國，也背叛了前沙皇亞歷山大。恰爾托雷斯基對此回應：「我一生征戰百場，殺敵萬計，百萬大軍於我何懼？休要廢話，只管攻來！」1831年1月18日俄羅斯帝國、普魯士王國、奧地利帝國三國共四十三萬聯軍，由漢斯·卡爾·馮·弗里德里希·安東·迪比奇元帥率領進攻波蘭。恰爾托雷斯基指揮六萬士兵和二十萬民兵勇抗三國聯軍，在克拉科夫之戰中，先以一萬軍隊撃敗俄軍先鋒之一的格布哈德·勃爾羅波夫中將率領的三萬軍隊。接下來除了在桑多梅日之戰中以二千軍隊對戰奧地利六萬軍隊戰敗外，十四場戰役皆以少勝多。
可是到了4月，除了索別斯基親王的第九軍外，波蘭起義軍已經沒有任何軍隊，恰爾托雷斯基受到聯軍以車輪戰攻擊，被迫在4月22日以八千軍隊與迪比奇二十萬大軍決戰於馬佐夫舍省拉多姆。戰前迪比奇下令全軍向恰爾托雷斯基致敬，下午，恰爾托雷斯基因戰馬中彈倒下而被俘。因為他已經投降，迪比奇不殺他，只把他安置在軍中軟禁，等候尼古拉發落。但是恰爾托雷斯基只是詐降，於七天後帶領四百戰俘逃走，投靠索別斯基親王第九軍。及後仿照約澤夫·波尼亞托夫斯基生前制定的緊急軍略，於華沙抗撃俄軍。
6月10日，迪比奇元帥因霍亂去世，俄軍攻勢減弱。6月27日，君士坦丁大公也因霍亂去世，俄軍撤退，波蘭起義軍獲勝。華沙之役最終成為了一場皮洛士式勝利，索別斯基親王戰死，波蘭起義軍只剩下一千二百人左右。1831年8月23日，恰爾托雷斯基率軍轉進波蘭南部的卡利什、桑多梅日和克拉科夫三省，與意大利統一軍軍隊（元帅吉罗拉莫·拉莫尼诺）合兵對戰奧地利帝國。9月6日，他因为反對殺戮华沙平民的暴行，将半数财产献给革命政府與軍隊后，辞去名義職務，但仍參與軍事活動。最後，俄軍帕斯凱維奇元帥於1831年10月8日率領十二萬軍隊於卡利什之戰擒獲恰爾托雷斯基。由策劃到結束長達十一個月的波蘭十一月起義被完全鎮壓。
恰爾托雷斯基在軍事法庭時上被問為何叛亂時，他回答：「我只是捍衛神聖王（亞歷山大一世）的信念而已。」他被判处死刑，但是不久被减刑为流放。

### 1831年後

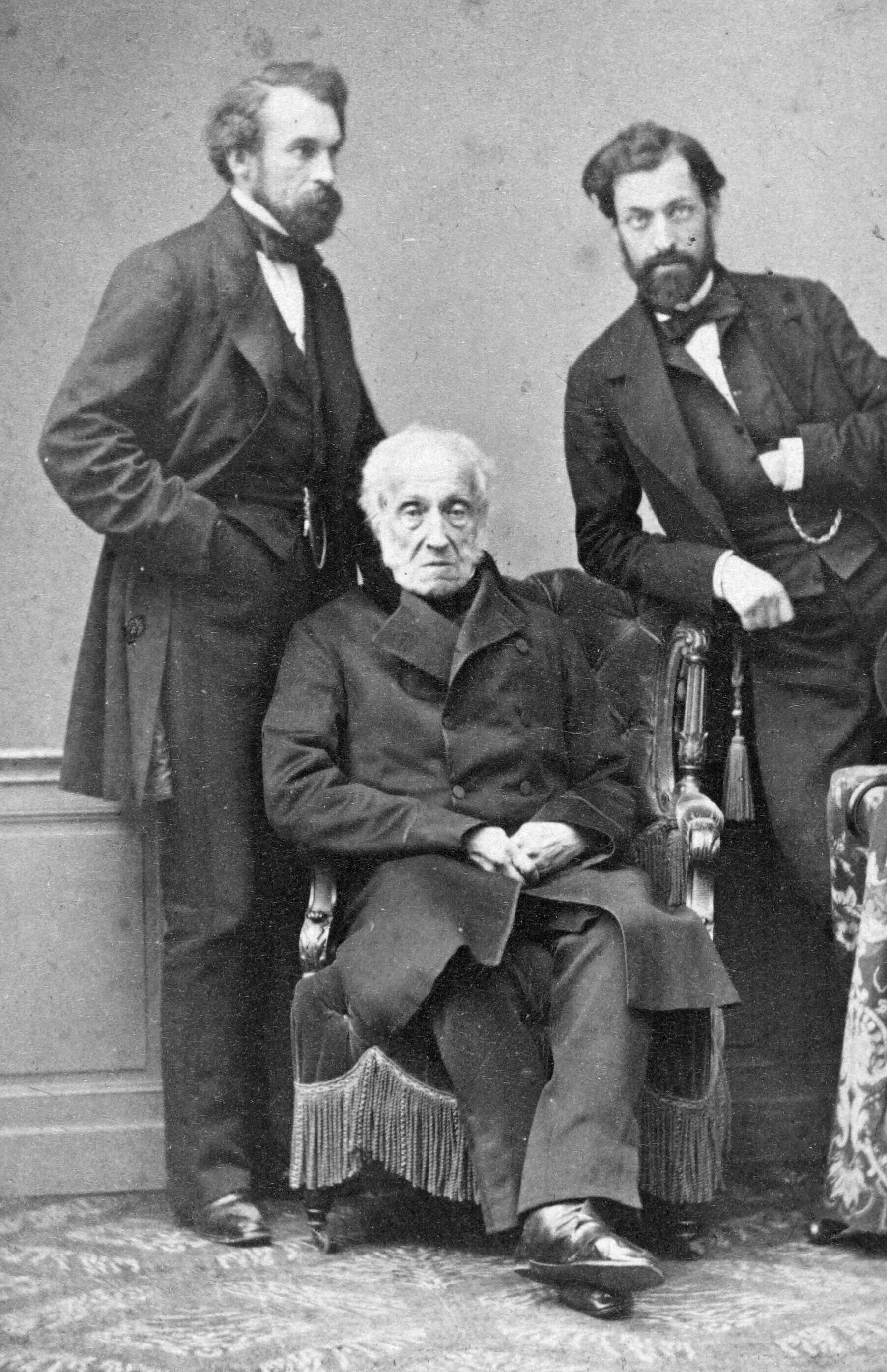
恰尔托雷斯基（坐着的）与他的儿子。站在右边的是瓦迪斯瓦夫·恰尔托雷斯基

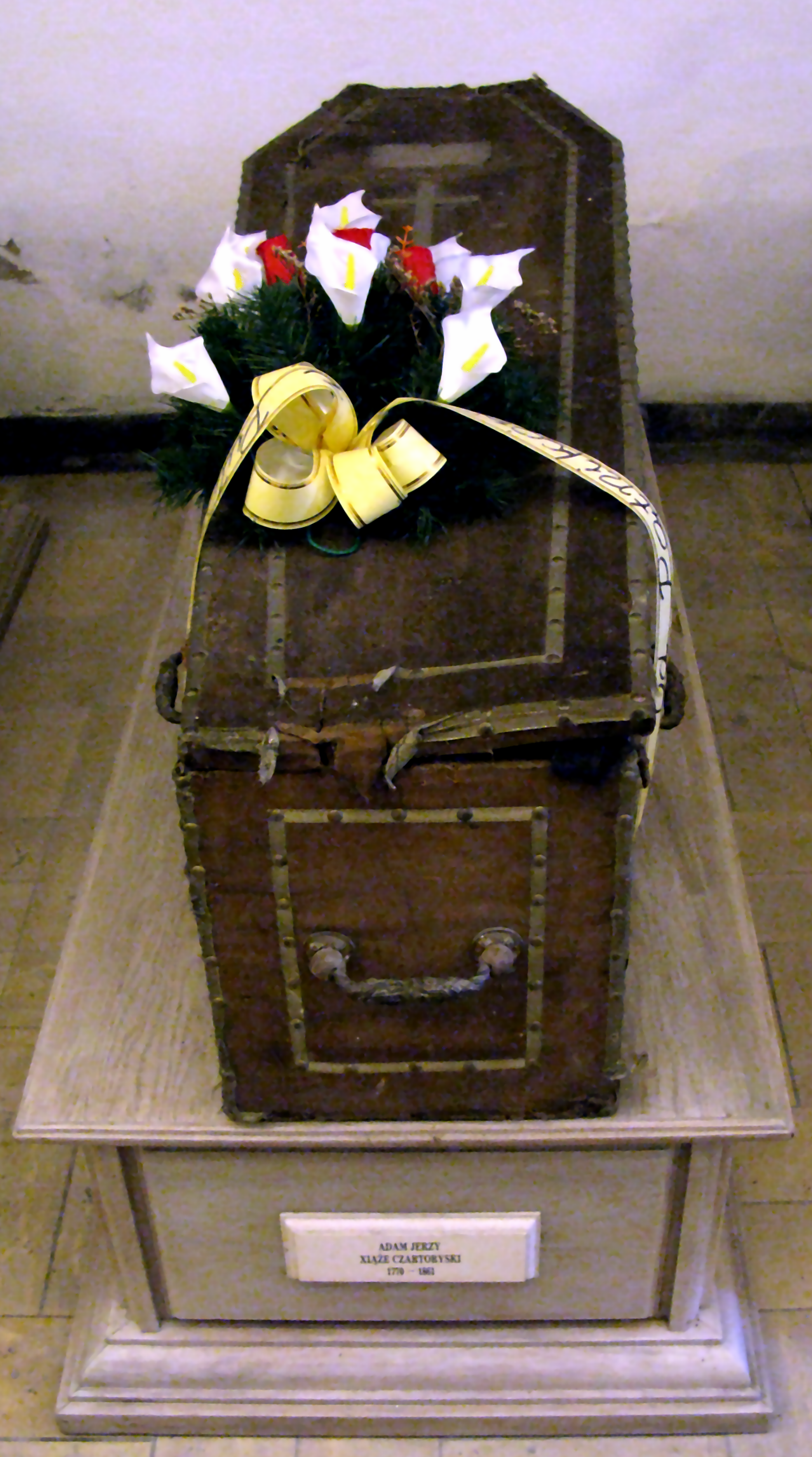
恰尔托雷斯基的棺材，位于谢尼亚瓦

1832年2月25日，他在英国成立波兰之友文学会。
恰尔托雷斯基移民至法国，在那里他驻留在朗贝尔府邸——一个著名的波兰流亡者的政治象征，一个随后被称作朗贝尔府邸的政治派别首脑。
他在1861年7月15日于他位于莫城附近的蒙特弗尔梅的乡村住所去世。他留下了两个儿子和一个女儿——维托尔德（1824年-1865年）、瓦迪斯瓦夫（1828年-1894年）和伊莎贝拉，其中伊莎贝拉在1857年与扬·齐亚灵斯基结婚。

## 联邦的构想
在十一月起义与一月起义之间的1832年至1861年间，恰尔托雷斯基支持在联邦的原则下重建近代化的波兰立陶宛联邦。
俄罗斯沙皇亚历山大一世过去的知己、“实际上的”俄罗斯帝国外交部长、“有远见的人”成了实际上并不存在的波兰的“无冕之王和不被承认的外交部长”。
他就在维也纳会议，在亚历山大一世称乐意着手改革时，因为所抱有的希望破裂了，而感到失望。他几年后的研究和思索被汇集在他的一本书——《外交随笔》（Essai sur la diplomatie）中。这本书在1827年完成，但仅在1830年时出版。根据历史学家马里安·卡米尔·杰瓦诺夫斯基的说明，如果想要理解亲王在失败的1830年波兰十一月起义后于法国首都的表现的话，这本书是必不可少的。恰尔托雷斯基想要在当时的欧洲为波兰寻找一个位置。他想要让西欧关心这个亡国之国的窘境，这个国家虽然不复存在，但它仍然是欧洲必不可少的一部分。
根据这个波兰格言“为了我们和你们的自由”，恰尔托雷斯基将波兰为独立所做的努力与东至高加索的欧洲的其他亡国之国的类似的独立运动相联系。因为他个人的进取心与大方，这个亡国的流亡者让这个外交政策常常用在比一个旧的，独立的波兰立陶宛联邦更大的范围之上。
恰尔托雷斯基在他的《外交随笔》中，另一个观察的较为细致的方面是关于俄罗斯在世界上的地位上的。他写道，“统治区域向西、向南扩展，依靠着来自东方和北方的，取之不尽的自然资源，俄罗斯成为了欧洲永远的威胁的根源。”他主张，俄罗斯对让她的“朋友遍布周围”感兴趣，而不是对让她的“奴隶遍布周围”感兴趣。恰尔拖累也确定普鲁士在未来的威胁，而且坚持让东普鲁士并入重建的波兰。
最重要的是，他渴望一个在法国、英国和土耳其的帮助下，与捷克人、斯洛伐克人、匈牙利人、罗马尼亚人和所有位于未来的南斯拉夫的南斯拉夫语族的人联合的波兰立陶宛联邦。
恰尔托雷斯基的计划在1848年至1849年间的革命中，被认为是可以完成的，但随后失败了，失败的原因包括缺少西方国家支持，匈牙利人对捷克人、斯洛伐克人和罗马尼亚人不妥协、以及德意志民族主义的兴起。“尽管如此”，杰瓦诺夫斯基由此作出结论，“亲王试图将16世纪的雅盖沃（建立联邦制雏形者）和约瑟夫·毕苏斯基的联邦普罗米修斯计划（在一战后推行）联系在一起，构成极重要的一环。

## 勋章
- 白鹰勋章，1815.年

## 評價
- 日後之俄軍元帥、沙皇亞歷山大二世之師亞歷山大·伊萬諾維奇·巴米亞京斯基曾被恰爾托雷斯基親王俘虜。巴米亞京斯基談及名將之標準，以恰爾托雷斯基親王為準則。指其沉穩、勇敢、勤勉以及思慮周全，為後世將領之典範。[15]

## 作品
恰尔托雷斯基于1911年版大英百科全书在录的重要作品包括《外交随笔》（Essai sur la diplomatie，马赛，1830年）、《尤里安·乌尔森·涅姆采维奇的一生》（Life of J. U. Niemcewicz，巴黎，1860年）、《亚历山大一世和恰尔托雷斯基：信件……与交谈》（Alexander I. et Czartoryski: correspondence ... et conversations，1801年-1823年，巴黎，1865年）、《自传和与亚历山大一世的函件》（Memoires et correspondence avec Alex. I.，C·德·马扎德做前传，共两卷，巴黎，1887年）、还有英文版《恰尔托雷斯基回忆录》，由A·盖尔古赫主编，其中还有关于他与皮特的谈判，以及1832年与帕默斯顿的交谈的文献。（共两卷，伦敦，1888年）。

## 流行文化
恰尔托雷斯基在列夫·托尔斯泰的小说《战争与和平》第三卷中有过出场，当时恰尔托雷斯基在1805年11月18日，奥斯特里茨战役之前的奥尔米茨同盟会议中出现。

## 脚注
1. ↑  See John P. Ledonne. The Grand Strategy of the Russian Empire, Oxford University Press, 2003, ISBN 0-19-516100-9, 第210页. [(Although it is also rumoured that in reality he was the son of Russian ambassador Nicholas Repnin （页面存档备份，存于）)]
2. ↑  W.H. Zawadzki, A Man of Honour, p. 37.
3. ↑  .   [2010-02-03]. （原始内容存档于2012-03-09）.
4. ↑  .   [2010-02-03]. （原始内容存档于2007-04-07）.
5. ↑  .   [2010-02-03]. （原始内容存档于2012-11-11）.
6. ↑  .   [2010-02-03]. （原始内容存档于2012-11-11）.
7. ↑  . Savelev.ru.   [2008-09-16]. （原始内容存档于2007-10-26）.
8. ↑  Marian Kamil Dziewanowski, "Polski pionier zjednoczonej Europy" ("A Polish Pioneer of a United Europe"), Gwiazda Polarna (Pole Star), September 17, 2005, 第10-11年.
9. ↑  “亲王[恰尔托雷斯基]因此将自己表现为一个‘有远见的人’，十一月起义和一月起义间的波兰杰出政治家。” Dziewanowski, "Polski pionier zjednoczonej Europy", 第11页.
10. ↑  Dziewanowski, "Polski pionier zjednoczonej Europy", 第10页.
11. ↑  Dziewanowski, "Polski pionier zjednoczonej Europy", 第10页
12. ↑  Dziewanowski, "Polski pionier zjednoczonej Europy", pp. 10-11.
13. 1 2 3 4  Dziewanowski, "Polski pionier zjednoczonej Europy", 第11页.
14. ↑  “亚当·恰尔托雷斯基的伟大计划，在1848年至1849年间的革命中，被认为快要实现了”Dziewanowski, "Polski pionier zjednoczonej Europy", 第11页.
15. ↑  Императорский Дом: выдающиеся сановники. p.107
16. ↑  Dziewanowski, "Polski pionier zjednoczonej Europy", 第10页.